# Samuel Grygar
Samuel Grygar (* 9. srpna 2004 Ostrava) je český profesionální fotbalista, který hraje na pozici středního záložníka za český klub FC Baník Ostrava.

## Klubová kariéra
Grygar je odchovancem Baníku Ostrava, do jehož akademie přišel v roce 2014 ze sousedních Vítkovic.

### Inter Milán
V září 2020 přestoupil z Baníku Ostrava do italského Interu Milán, kde začal nastupovat v tamním mládežnickém týmu.
Grygar s Interem vyhrál v roce 2022 Primaveru, tedy italskou ligu juniorských celků. S A-týmem občas trénoval, ale do zápasu nenastoupil.

### Baník Ostrava
Grygar se stal v létě 2023 znovu hráčem Baníku. Po třech sezonách v italském Interu na Bazalech uzavřel smlouvu na čtyři roky. Ligovou premiéru zaznamenal 17. března 2024 proti Pardubicím, kdy v 90. minutě střídal Boulu.